# Puntius masyai
Puntius masyai är en fiskart som beskrevs av Smith, 1945. Puntius masyai ingår i släktet Puntius och familjen karpfiskar. Inga underarter finns listade i Catalogue of Life.